# حارتيه
حارثية أو حارتيه هي إحدى القرى اللبنانية من قرى قضاء صيدا في محافظة الجنوب.